# 맴메트 오라즈무함메도프
맴메트 오라즈무함메도프(투르크멘어: Mämmet Orazmuhammedow, 1986년 12월 20일 ~ )는 투르크메니스탄의 축구 선수이다. 포지션은 골키퍼로 현재 알틴 아시르 소속이다.